# Insurrection dans le nord du Tchad
Depuis 2016, le Front pour l'alternance et la concorde au Tchad (FACT) et le Conseil de commandement militaire pour le salut de la République (CCMSR) mènent une rébellion dans le nord du Tchad face au gouvernement tchadien. Depuis leurs bases arrière du sud de la Libye, le FACT et le CCMSR mènent des offensives et des raids dans le nord du Tchad pour renverser le gouvernement de l'ancien président Idriss Déby, au pouvoir depuis le coup d'État de décembre 1990. D'autres groupes rebelles sont également impliqués dans l'insurrection, bien que dans une moindre mesure.

## Contexte
Historiquement, le Tchad a souffert d'un grand nombre de guerres civiles, de conflits étrangers et de coups d'État depuis son indépendance de la France en 1958. Idriss Déby prit la présidence tchadienne lors d'un coup d'État militaire en 1990. Depuis lors, il bénéficia du soutien de la France et de la Chine. Le gouvernement de Déby réussit à vaincre à plusieurs reprises les rébellions contre son régime. Les groupes d'opposition militants ont finalement été chassés du pays vers l'exil.
En 2014, la deuxième guerre civile libyenne éclate. Plusieurs groupes rebelles tchadiens deviennent ainsi des mercenaires au service de diverses factions libyennes, recevant de l'argent et des armes pour préparer leur retour au Tchad. 

## Déroulement

### Émergence de nouveaux groupes rebelles et bataille de Kouri Bougoudi
Deux nouveaux groupes rebelles tchadiens, FACT et le CCMSR, s'organisent dans le sud de la Libye en 2016,. Selon les services de renseignement tchadiens en 2017, les rebelles dirigés par Timane Erdimi, neveu et opposant de longue date d'Idriss Déby, rassemblent des armes dans le sud de la Libye.
En juillet 2017, le CCMSR lance une offensive sur Kouri Bougoudi cherchant à prendre le contrôle de la région et de ses mines lucratives. Ces agressions sont finalement repoussées par le gouvernement tchadien bien que le CCMSR ait affirmé avoir lancé une deuxième attaque en août 2017, ce que le gouvernement tchadien nie. En septembre, le Tchad rompt ses relations diplomatiques avec le Qatar, l'accusant de tenter de déstabiliser le pays. Selon le journaliste Ben Taub, cette évolution est liée au fait que le Qatar hébergeait Timane Erdimi qui tentait toujours de renverser Déby.
À l'automne, les combats entre les loyalistes du gouvernement et les insurgés deviennent plus fréquents le long de la frontière tchado-libyenne. Déby répond en relocalisant des centaines de soldats tchadiens déployés pour lutter contre Boko Haram vers le nord.
Le 11 août 2018, le CCMSR lance une attaque majeure contre l'avant-poste militaire de Kouri Bougoudi dans les montagnes du Tibesti, revendiquant la mort de 73 soldats et la capture de 45 autres, tout en dénombrant que 11 victimes de leurs cotés (4 morts, 7 blessés). Le gouvernement tchadien tente d'abord de nier l'attaque, puis minimise son importance. Alors que le CCMSR propose de libérer ses prisonniers en échange de la libération des chefs rebelles emprisonnés, le gouvernement tchadien refuse de négocier avec « des mercenaires sauvages, des bandits [et] des voyous », et ordonne plutôt aux mineurs locaux d'abandonner leur camp à Kouri Bougoudi. L'armée se replie ensuite de la zone le 22 août, la laissant au CCMSR et aux mineurs illégaux,. Dès lors, l'armée de l'air tchadienne effectue plusieurs bombardements dans la région, ciblant le camp minier de Kouri Bougoudi et les troupeaux de chameaux, tuant plusieurs civils et privant les habitants de leurs moyens de subsistance. Pendant ce temps, le CCMSR poursuit ses attaques contre des positions gouvernementales, comme à Tarbou dans la région du Tibesti (21 septembre) et à Miski dans la région du Borkou (24 octobre). Certains habitants reprocheront au CCMSR d'exploiter et d'aggraver les tensions ethniques dans les montagnes du Tibesti.

### Incursions rebelles mineures
Le 12 janvier 2019, un groupe armé soudanais, le Mouvement pour la justice et l'égalité (JEM), traverse la frontière avec la Libye avec des dizaines de véhicules et attaque les positions du CCSMR à Kouri Bougoudi. Selon le JEM, 67 de ses combattants sont tués tandis que le CCSMR fait état de trois morts et 12 blessés. Du 3 au 6 février, l'armée de l'air française effectue des frappes aériennes sur le groupe de l'Union des forces de la résistance (UFR) ayant fait intrusion au Tchad. Le 9 février 2019, l'armée tchadienne affirme avoir capturé 250 rebelles dont quatre chefs et détruit quarante véhicules. Le ministre français des Affaires étrangères, Jean-Yves Le Drian, justifie l'opération en affirmant que la France avait agi « pour empêcher un coup d'État ».
Par ailleurs, FACT change d’allié en Libye en 2019, s’alignant sur Khalifa Haftar. Le groupe déménage à la base aérienne d'Al-Joufra, où il reçoit une formation et du matériel en échange de son aide aux campagnes de Haftar. La base abrite également des mercenaires du groupe russe Wagner, d'anciens associés de Blackwater et des troupes des forces armées des Émirats arabes unis.

### Mort d'Idriss Déby et«dialogue national»

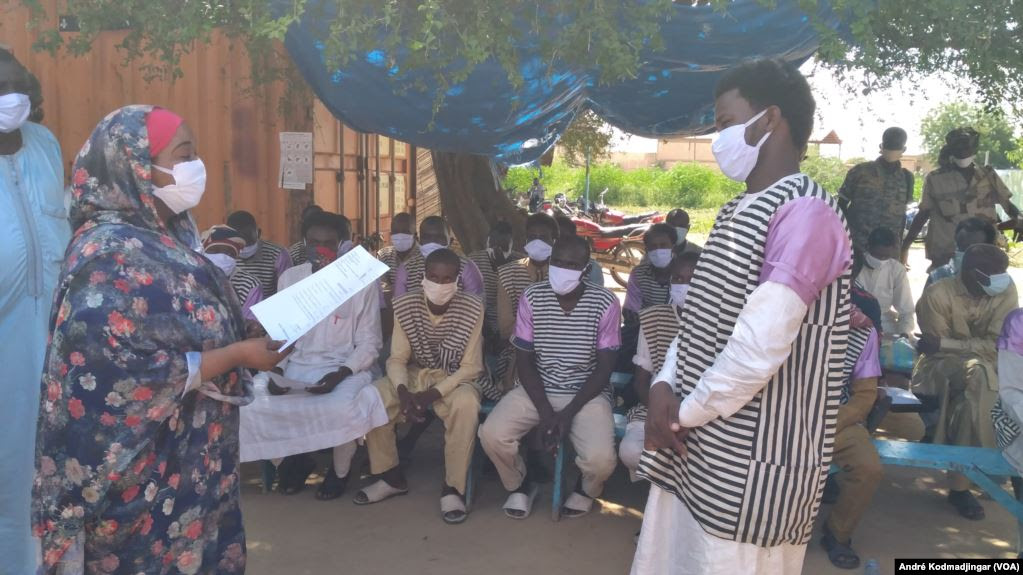
Gouvernement tchadien annonçant l'amnistie pour les ex-rebelles et prisonniers politiques.

Début 2020, la campagne menée par Haftar dans l’ouest de la Libye échoue a capturer Tripoli, aboutissant finalement à un accord de cessez-le-feu en Libye. En conséquence, plusieurs groupes rebelles tchadiens sont dorénavant libres de reprendre leur plan de longue date de retour au Tchad. Le 26 janvier 2021, 50 rebelles du FNDJT à bord de 20 véhicules 4 x 4 attaquent le poste n° 35 à Kouri Bougoudi, à 40 km au sud de la frontière avec la Libye.
Le 11 avril 2021, le groupe rebelle tchadien Front pour le changement et la concorde au Tchad (FACT) lance une offensive dans la région du Tibesti, dans le nord du pays, à la suite de l'élection présidentielle tchadienne de 2021. Le président Idriss Déby est tué lors de l'offensive du 20 avril. Malgré ce succès, l'offensive rebelle échoue et le gouvernement revendique la victoire le 9 mai 2021. La présidence tchadienne passe sous Mahamat Déby, le fils d'Idriss Déby. Il établit le Conseil militaire de transition comme nouvelle autorité gouvernementale et refuse initialement de négocier avec les groupes d'insurgés.
Déby adoucit sa position en août, proposant un « dialogue national » avec les rebelles. FACT exprime son intérêt pour la proposition. La discussion entre le gouvernement et les insurgés débute en octobre, supervisée par l'ex-président Goukouni Oueddei. Le CCMSR et la FNDJT confirment leur participation. Le 29 novembre, le gouvernement tchadien annonce une amnistie pour 296 rebelles et dissidents politiques. En janvier 2022, d’autres personnalités de l’opposition sont libérées par le gouvernement tchadien.
Le mois suivant, la junte du TMC accuse l'UFR d'avoir tenté d'enrôler le groupe Wagner pour l'aider dans l'insurrection. Ce faisant, le leader de l'UFR, Timane Erdimi, aurait eu recours à des intermédiaires en République centrafricaine. En mars 2022, de nouveaux pourparlers de paix ont lieu à Doha, impliquant le régime de Déby et plusieurs groupes rebelles, dont le FACT, le MDJT et l'UFDD. Les pourparlers de paix donnent lieu à peu de progrès significatifs[30], tandis que les insurgés maintiennent leur présence dans le nord du pays. Au milieu de désaccords internes, le CCMSR quitte les négociations en mai. Le même mois, les chercheurs d'or du Tibesti s'affrontent dans une bataille qui fait plus d'une centaine de morts ; le CCMSR et le FACT accusent par la suite le gouvernement de négligence en matière de violence communautaire. Plus de 20 groupes rebelles se retirent officiellement des pourparlers de Doha à la mi-juillet 2022. Au moins certaines d'entre-eux ont ensuite repris les négociations, et une « majorité » des factions insurgées actives acceptent finalement de signer un accord de paix plus tard dans le mois. Cependant, certains des groupes rebelles les plus puissants, dont le FACT, refusent de signer l'accord à moins que le gouvernement ne fasse davantage de concessions,. Le 7 août 2022, le gouvernement militaire tchadien signent un accord avec 42 groupes d'opposition. Cinq autres factions rebelles – dont le FACT – refusent cependant de rejoindre l'accord,,. Le leader de l'UFR, Timane Erdimi, retourne ensuite au Tchad, officiellement pour soutenir la mise en œuvre du « dialogue national ».
Fin août 2022, la CCMSR déclare avoir tué dix militaires dans le district du Wouri, dans la région du Tibesti (nord). Les responsables du gouvernement tchadien admettent l'incursion des rebelles dans le pays, tout en niant la mort des forces de sécurité. En octobre, le gouvernement tchadien réprime violemment les manifestations publiques, entraînant une répression faisant 200 morts. Cela pousse de nombreux dirigeants de l’opposition à retourner en exil tout en minant la volonté des insurgés encore en combat de déposer les armes. Personne n'est tenu responsable de la mort des civils.

### Nouvelle intensification des combats
En 2023, environ 7 000 rebelles tchadiens sont encore actifs, dispersés au Soudan, en Libye, au Niger et au Tchad même. En janvier 2023, un nouveau groupe d’insurgés est fondé à la frontière entre la République centrafricaine et le Tchad. Se faisant appeler « Mouvement révolutionnaire pour le sud du Tchad » (MRST), il revendique des milliers de membres et demande le soutien de la Russie pour ses opérations. Entre-temps, le gouvernement tchadien signe un accord de paix avec un groupe d'autodéfense basé à Miski ; la milice avait auparavant combattu contre le contrôle de l'État sur les mines d'or locales. En mars, 400 rebelles capturés sont condamnés à la prison à vie par un tribunal tchadien ; cependant, Mahamat Idriss Déby gracia 380 d'entre-eux.

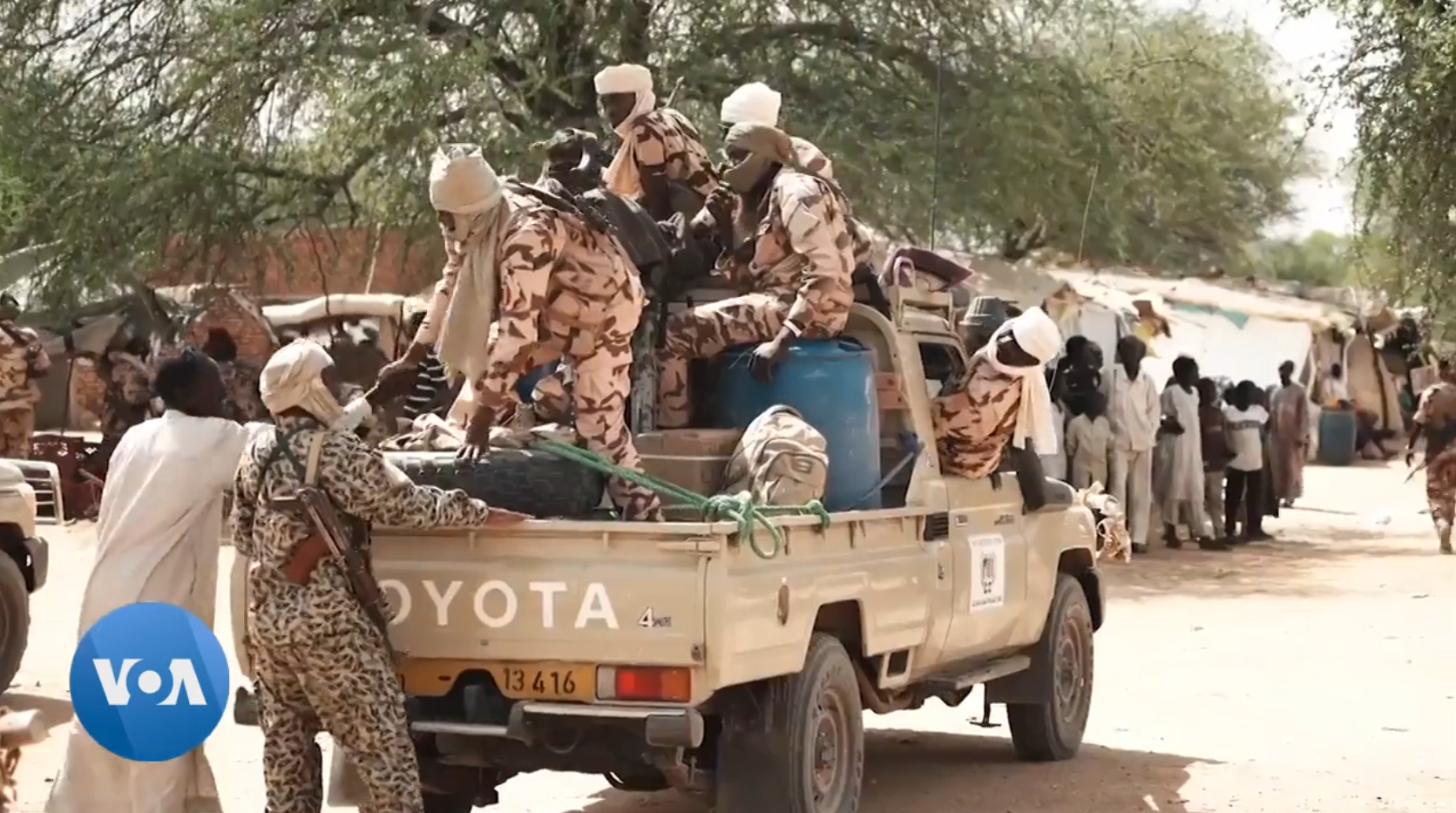
Des soldats tchadiens supervisant la crise des réfugiés soudanais en mai 2023.

En mai 2023, les rebelles affrontent l'armée tchadienne dans la région du Tibesti ainsi qu'à la frontière avec la République centrafricaine. Dans le même temps, les troubles s'accroissent dans les régions orientales du Tchad en raison d'un afflux massif de réfugiés fuyant la guerre civile au Soudan. Dans le sud du Tchad, un certain nombre d'attaques meurtrières et de vols de bétail sont menés par des groupes opérant depuis la République centrafricaine. En réponse, l'armée tchadienne coopère avec les forces de sécurité de l'État voisin pour détruire deux camps rebelles autour de Paoua. Malgré l'affirmation du gouvernement tchadien selon laquelle les camps de Paoua appartiennent à des « bandits », les journalistes les identifient comme de probables bases des groupes insurgés du MRST et du RPJET,,. Malgré l'opération conjointe, des militants armés continuent à mener des raids transfrontaliers depuis la République centrafricaine. De manière générale, le sud du Tchad est touché par des tensions croissantes entre agriculteurs et éleveurs, entraînant un certain nombre d'affrontements intercommunautaires meurtriers.
En août 2023, FACT accuse l’armée tchadienne d’avoir bombardé l’une de ses bases et déclare la fin de l’accord de cessez-le-feu. Selon le gouvernement tchadien, FACT est responsable en ayant déclenché les hostilités après avoir traversé la frontière tchado-libyenne. Pendant ce temps, le Front populaire pour le redressement (FPR) déclare se ranger du côté du FACT et appelle toutes les « forces patriotiques » à lancer un « soulèvement national » unifié contre Déby. Le CCMSR lance également de nouvelles attaques dans le nord du Tchad. Le même mois, l'Armée nationale libyenne de Haftar attaque les positions des insurgés tchadiens en Libye, principalement à Oumm al-Aranib, dans le district de Mourzouq ; l'identité du ou des groupes d'insurgés ciblés est floue.
En janvier 2024, les forces de sécurité tchadiennes arrêtent 80 militaires. Les hommes, dirigés par le lieutenant Kouroumta Levana Guelemi, auraient formé un groupe appelé « M3M » et planifié une « insurrection » et/ou un coup d'État,.

## Rôle des forces étrangères
Le gouvernement tchadien est principalement soutenu par les forces françaises qui ont traditionnellement une présence importante dans le pays. Les troupes françaises ont combattu aux côtés de l'armée tchadienne et l'armée de l'air française a fourni un soutien aérien aux forces gouvernementales pendant l'insurrection. En 2023, le Tchad est devenu l’un des rares alliés français restants au Sahel, alors que divers autres États de la région ont expulsé des garnisons françaises de longue date. La Chine a également fourni des armes au Tchad. En 2023, les forces de sécurité centrafricaines ont coopéré avec l'armée tchadienne lors d'opérations anti-rebelles ; les relations entre les deux États ayant été historiquement tendues, cela est considéré comme inhabituel par les journalistes.
Le rôle du soutien étranger aux insurgés est flou, mais les chercheurs et les gouvernements locaux soupçonnent largement l'implication de divers acteurs étrangers dans la rébellion. Divers groupes rebelles tchadiens s’allient occasionnellement aux forces libyennes de Khalifa Haftar ; ainsi, les troupes d'Haftar pourraient avoir fourni aux insurgés une formation et du matériel. Cependant, des affrontements ont eu lieu entre les forces d'Haftar et certains rebelles tchadiens. Par ailleurs, la base aérienne d'Al-Joufra, en Libye, a été approvisionnée par les Émirats arabes unis lors de leur occupation par les rebelles tchadiens. Des mercenaires appartenant au groupe Wagner ont été repérés à la base, aux côtés d'anciens et actuels membres de Blackwater,. En 2023, les services de renseignement américains ont divulgué des documents démontrant une coopération entre le groupe Wagner et Hemeti, chef des forces de soutien rapide soudanaises, pour recruter et entraîner des rebelles tchadiens en République centrafricaine dans le but ultime de renverser le gouvernement tchadien.